# Szpital św. Ducha w Lubece

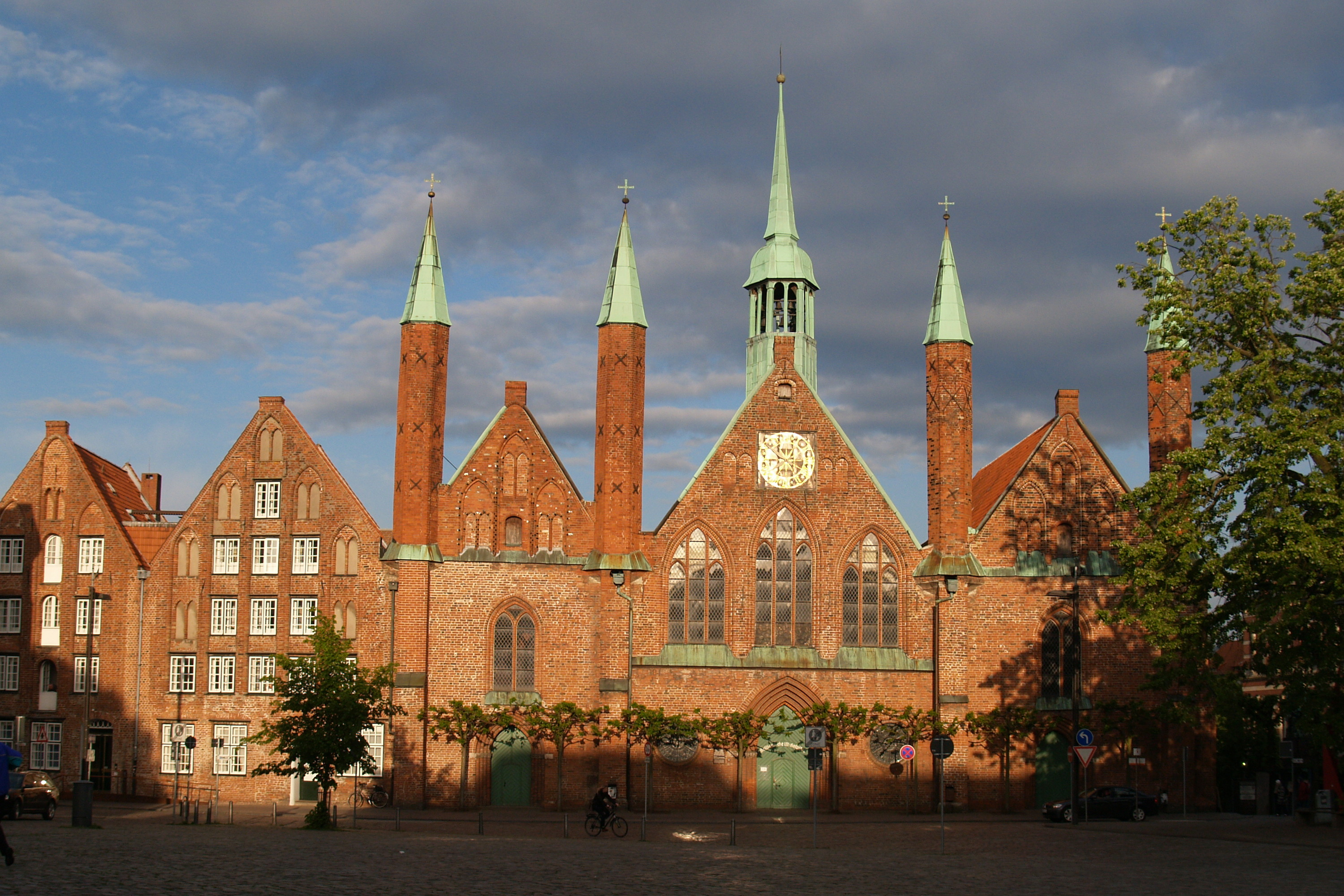
Szpital św. Ducha

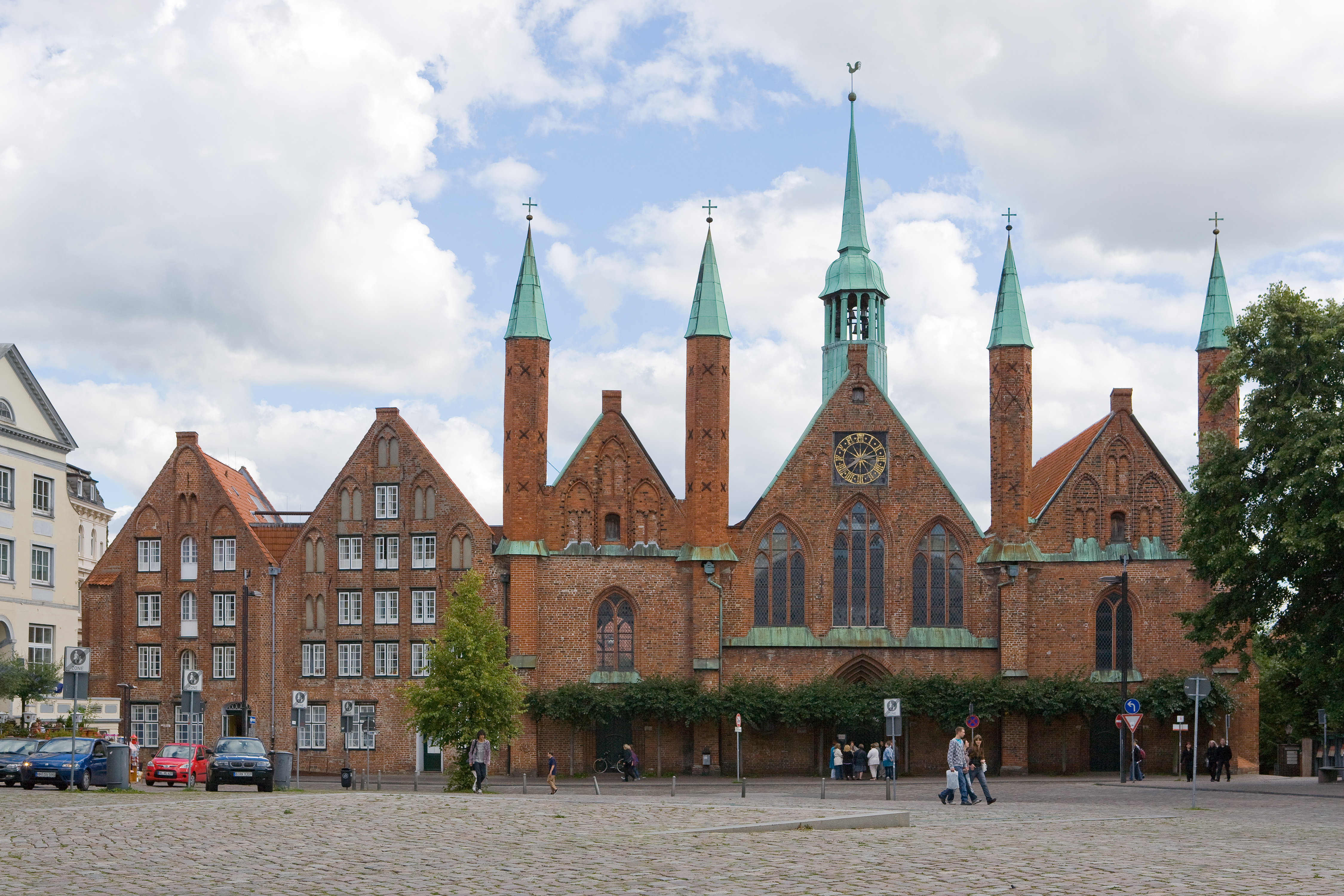
Szpital św. Ducha

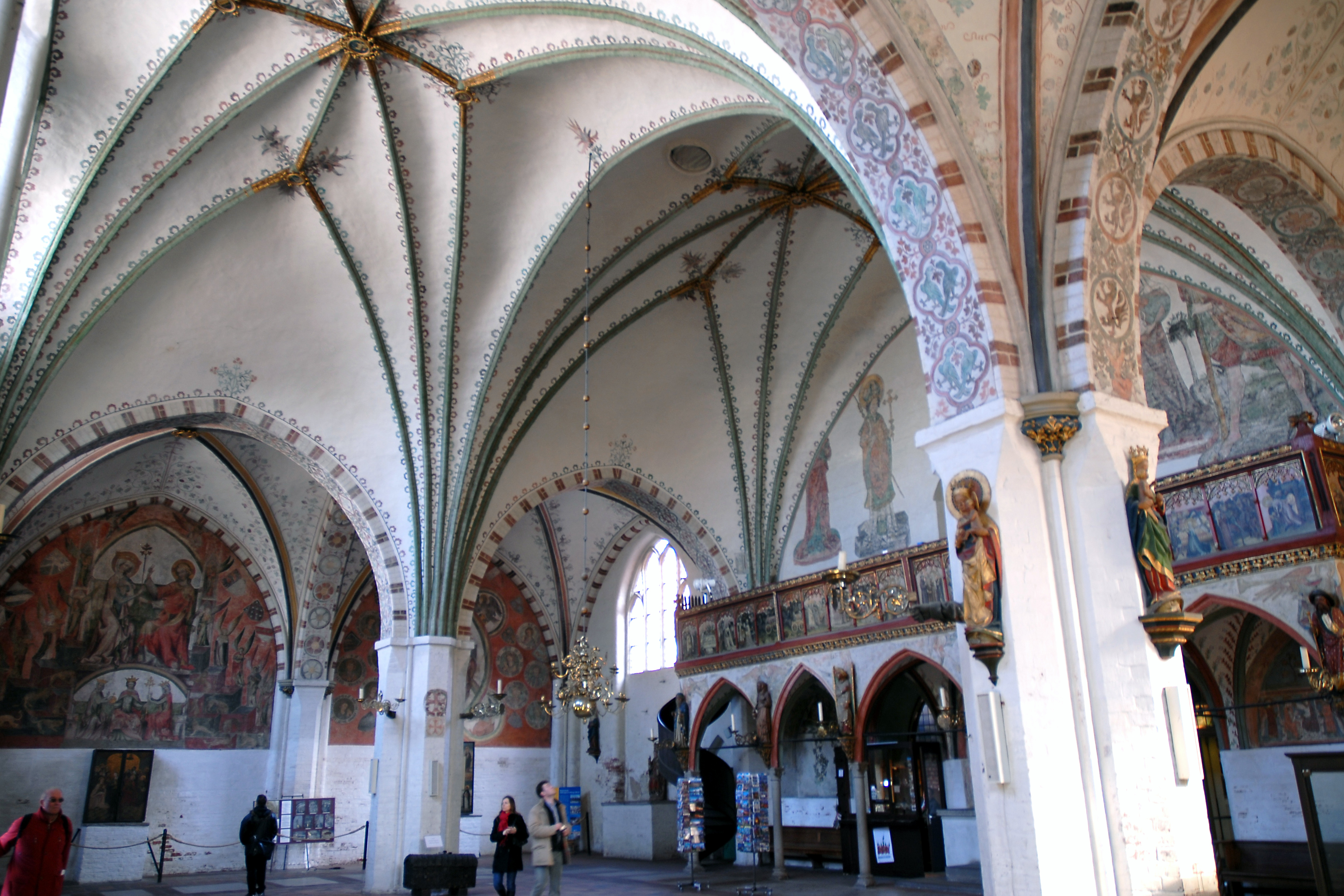
Kaplica z lektorium

Szpital św. Ducha w Lubece (niem. Heiligen-Geist-Hospital) – szpital z 1286 w lubeckiej dzielnicy Koberg, jedna z najstarszych placówek socjalnych na świecie. Znamienity przykład północniemieckiej gotyckiej architektury ceglanej. Obecnie (2008) w budynku szpitala mieści się dom opieki społecznej.
Szpital św. Ducha jest jednym z głównych zabytków lubeckiego hanzeatyckiego Starego Miasta, które w 1987 zostało wpisane na listę dziedzictwa kulturowego UNESCO.

## Historia
Szpital św. Ducha powstał z inicjatywy bogatych kupców lubeckich, by udzielać opieki chorym i biednym. Do szpitala należy po dziś dzień wiele dóbr w okolicach Lubeki, niezbędnych w przeszłości do utrzymania tej instytucji.
Pensjonariusze szpitala przestrzegali reguł, podobnych do tych jakie obowiązywały w klasztorach. Otrzymywali strawę i napitek, a od XVII w. przysługiwała im ciepła kąpiel osiem razy w roku.
W czasie reformacji szpital został zamieniony w „świecki” dom opieki, który funkcjonuje do dziś.
Na początku łóżka chorych stały w jednej wielkiej hali. W 1820 wybudowano drewniane pokoje o powierzchni 4 metrów kwadratowych, oddzielne dla mężczyzn i kobiet. Na drzwiach pokoi do tej pory zachowały się nazwiska ich lokatorów z przeszłości. Pomieszczenia te były wykorzystywane do 1970. Na terenie szpitala znajdowała się też mała księgarnia oraz apteka.
Szpital św. Ducha jest fundacją zarządzaną przez miasto Lubeka. W 2007 fundacja nabyła budynek średniowiecznego schroniska dla pielgrzymów Gertrudenherberge, aby objąć ten zabytek ochroną.
W okresie Świąt Bożego Narodzenia na terenie szpitala organizowany jest licznie odwiedzany targ świąteczny (niem. Weihnachstmarkt).

## Wnętrza
Wewnątrz szpitala znajduje się bogato zdobiona kaplica. Autorstwo ołtarza głównego Bóg Ojciec ze zmarłym Synem (niem. Gottvater mit dem toten Sohn) (1513-1520) przypisywane jest Benediktowi Dreyerowi. Na balustradzie lektorium znajdują się 23 tablice przedstawiające sceny z życia św. Elżbiety. Dzieło nieznanego artysty z pierwszej poł. XV w. ilustruje legendę św. Elżbiety według dominikanina Dietricha von Apolda.